# Фонд Гіршфельда-Едді
Фонд Гіршфельда - Едді (нім. Hirschfeld-Eddy-Stiftung) – міжнародна правозахисна організація, заснована в Берліні в червні 2007 року. Метою фонду є захист прав бісексуалів, геїв,  лесбійок і трансгендерів.

## Назва
Фонд названий на честь двох людей, які багато зробили для захисту прав бісексуалів, геїв, лесбійок і трансгендерів в усьому світі: доктора  Магнуса Гіршфельда (1868-1935), німецького лікаря, сексолога, сексуального реформатора і правозахисника, і  Фанніенн Віоли Едді (1974-2004), видатної захисниці прав геїв і лесбійок в Сьєрра-Леоне, яка була по-звірячому вбита в 2004 році.

## Передісторія
Ініціатива створення фонду виходила від  Союзу геїв і лесбійок Німеччини (LSVD).  LSVD  – одна з трьох організацій гомосексуалів, яким було офіційно присвоєно консультативний статус при  Організації Об'єднаних Націй в 2006 році. LSVD забезпечує Фонду організаційну підтримку. 

## Цілі, ідеї і концепція Фонду
Метою існування Фонду є «виховання в суспільстві поваги до прав лесбійок, геїв, бі- та транссексуалів, внесок в справу захисту прав людини на міжнародному рівні, забезпечення активної підтримки правозахисникам, підвищення рівня інформованості суспільства, викорінення забобонів »
Поєднання імен засновника руху за права геїв в  Німеччині і нашої сучасниці, правозахисниці і мучениці з  Африки відображає той факт, що боротьба за права людини почалася в  Європі, але сьогодні ведеться на кожному континенті планети.
Права геїв, лесбійок, бі- та транссексуалів – глобальна проблема, яка зачіпає універсальні суспільні принципи. «Робота, розпочата Магнусом Гіршфельдом, який заснував першу в світі організацію по захисту прав гомосексуалів, тепер ведеться безліччю людей на кожному континенті – часто ці люди піддають себе серйозному ризику. Однією з цілей Фонду Гіршфельд-Едді є інформування громадськості за допомогою міжнародних інформаційних кампаній та протидія загрозі, якій піддаються правозахисники. Ім'я Фанніенн Едді символізує відважну і небезпечну боротьбу проти гноблення – боротьбу, яка часто ставить під загрозу життя учасників». 

## Члени ради засновників
- Борис Баланецкій (Boris Balanetkii), Виконавчий директор Інформаційного центру «GenderDoc-M», Молдавія;
- Глорія Кареага (Gloria Careaga), El Closet de Sor Juana, Мексика, член правління від Латинської Америки ILGA, Факультет Психології Національного Автономного Університету Мексики (UNAM);
- Розана Фламер-Калдера (Rosanna Flamer-Caldera), Виконавчий директор «Земля рівності» (Equal Ground), Шрі-Ланка і одна з генеральних секретарів ILGA;
- Мухсин Хендрікс (Muhsin Hendricks), Внутрішнє коло (The Inner Circle), Південна Африка, перший гей імам, який не приховує своєї сексуальної орієнтації;
- Джой Матале (Joey Matale), член правління від ANZAPI (Aotearoa / Нова Зеландія, Австралія і Океанія) ILGA, Асоціація Тонга Леіт;
- Джулієт Віктор Мукасей, (Juliet Viktor Mukasa), SMUG (сексуальні меншини Уганда);
- Деде Отомо (Dede Oetomo), засновник і розпорядник Гайя Нусантара (Gaya Nusantara), Індонезія;
- Аршам Парс (Arsham Parsi), Виконавчий директор, IRQO (Іранська організація нетрадиційних людей);
- Карлос Перера (Carlos Perera), Земля рівності, Фіджі;
- Белісса Перез (Belissa Andía Pérez), Інститут Руна, Перу, член транс-секретаріату, ILGA;
- Тоні Рейс (Toni Reis), Президент ABGLT (Бразильська федерація LGBT).